# 37782 Jacquespiccard
37782 Jacquespiccard este o planetă minoră (asteroid) din centura de asteroizi. A fost descoperită pe 3 mai 1997 la Observatorul European Austral de Eric Walter Elst. 
Obiectul prezintă o orbită caracterizată de o semiaxă mare de 2,8817634 UAi, o excentricitate de 0,13, o înclinație de 2,99585 ° în raport cu ecliptica.